# Деско Никитовић
Деско Никитовић (Ариље, 11. новембар 1960) је српски и амерички бизнисмен, дипломата и активиста који је значајно допринео унапређењу односа између Србије и Сједињених Америчких Држава, као и побољшању положаја српске дијаспоре.

## Биографија
Деско је рођен 11. новембра 1960. године у Ариљу. Завршио је Правни факултет у Београду 1989. године, након чега је активно учествовао у опозиционом покрету и залагао се за демократске промене у Србији и периоду од 1987. до 1990. године. Током овог периода, био је укључен у бројне акције које су се супротстављале режиму, а након што је Србија ушла у тешку политичку ситуацију, 1990. године је емигрирао у Сједињене Америчке Државе, где је наставио своју каријеру и живот. 
Током рата у Југославији 1999. године, Деско је био лидер антиратних демонстрација у Чикагу, представљајући српску заједницу на телевизијским и радијским каналима. Његов рад је био кључан за представљање ставова српске дијаспоре у време конфликта.
Између 1998. и 2002. године, био је председник Конгреса српског уједињења у Чикагу, а 2003. године именован је за генералног конзула Србије у Чикагу. Као генерални конзул, Никитовић је био веома активан у унапређењу економских односа између Србије и САД-а. Међу његовим најзначајнијим иницијативама били су пројекти као што су братимљење Београда и Чикага 2005. године, као и успостављање партнерства између аеродрома Никола Тесла у Београду и аеродрома О'Харе у Чикагу.
Након завршетка дипломатског мандата 2013. године, Деско је започео рад у приватном сектору, и основа је консултантску фирму Capital Link International. Године 2015. године постао је већински власник и извршни председник компаније East Point Metals Ltd, која управља Ваљаоницом бакра у Севојну, и обавља функцију председника надзорног одбора те компаније.
Одликован је Орденом цара Константина од стране Патријарха Српске православне цркве, као и наградом Major Felman Merit Award 2016. године за животно дело од Српско-америчке адвокатске коморе.